# Suflete pierdute în Atlantida (film)
Suflete pierdute în Atlantida (titlu original: Hearts in Atlantis) este un film american și australian din 2001 regizat de Scott Hicks. Rolurile principale au fost interpretate de actorii Anthony Hopkins și Anton Yelchin. Scenariul este scris de William Goldman și este bazat pe nuvela omonimă din colecția Hearts in Atlantis de  Stephen King, nuvelă cu referințe către seria Turnul întunecat.

## Distribuție
- Anthony Hopkins - Ted Brautigan
- Anton Yelchin  - Robert "Bobby" Garfield
- Hope Davis - Elizabeth "Liz" Garfield
- Mika Boorem -  Carol Gerber/Molly
- David Morse - Adultul Robert "Bobby" Garfield
- Deirdre O'Connell - Mrs. Gerber
- Will Rothhaar - John "Sully" Sullivan
- Timmy Reifsnyder - Harry Doolin
- Alan Tudyk - Monte Man
- Tom Bower - Len Files
- Celia Weston - Alana Files
- Adam LeFevre - Don Biderman

## Producție
Cheltuielile de producție s-au ridicat la 31 milioane $.

## Primire
A avut încasări în SUA de 9,02 milioane $ în săptămâna premierei. Încasările totale s-au ridicat la 30,9 milioane $.  Filmul a avut parte de recenzii împărțite, Roger Ebert i-a dat 3.5 stele dintr-un total de 4. În august 2017, are un scor de 49% pe Rotten Tomatoes.